# علاقات بحرينية إندونيسية
العلاقات البحرينية الإندونيسية تأسست رسميا في عام 1976. البحرين ترى إندونيسيا بأنها سوق مهم في الأسيان بينما إندونيسيا ترى البحرين باعتبارها بوابة الدخول لدول مجلس التعاون لدول الخليج العربية. إندونيسيا لديها سفارة في المنامة منذ 29 ديسمبر 2010 في حين تم اعتماد السفارة البحرينية في بانكوك لإندونيسيا. كلا البلدين عضو في منظمة التعاون الإسلامي.

## زيارة دولة
قام الرئيس الإندونيسي عبد الرحمن وحيد بزيارة دولة رسمية إلى البحرين في يونيو 2000.

## التبادل التجاري
شهد حجم التجارة بين البحرين وإندونيسيا زيادة كبيرة من حوالي 39 مليون دولار أمريكي في عام 2009 إلى أكثر من 140 مليون دولار أمريكي في عام 2011. الصادرات الإندونيسية إلى البحرين تشمل الخشب الرقائقي وغيرها من المنتجات الخشبية والفحم والورق والملابس الجاهزة والغزل والنسيج والأثاث. بينما ارتفعت الواردات الإندونيسية من البحرين التي تشمل خامات الحديد وكبريتات الصوديوم والمعادن مثل الحديد والألومنيوم والنحاس والزنك والحديد والكابلات ومنتجات الألومنيوم.

## التعاون
وافق كلا البلدين على تعزيز التعاون في مختلف القطاعات التي تشمل التعاون الثنائي بين البرلمانيين والتجارة والصناعة والتكنولوجيا وتنمية المشاريع الصغيرة والمتوسطة. البحرين على وجه الخصوص تهتم لضمان أمنها الغذائي وأظهرت الاهتمام بالاستثمار في السلع الغذائية الإندونيسية.

## العمال المهاجرين
حاليا هناك حوالي 14 ألف إندونيسي يعملون في البحرين من ضمنهم 8 آلاف خادمة منزلية.